# Украдене щастя (мінісеріал, 2004)
«Укра́дене ща́стя» — український чотирисерійний мінісеріал режисера Андрія Дончика за мотивами однойменної п'єси Івана Франка 1893 року.
У листопаді 2004 року вперше був показаний на телеканалі 1+1. У січні 2005 року російською мовою вперше був продемострований на телеканалі Росія.

## Сюжет
Режисер переносить героїв у першу половину 1990-х років, наповнює класичну першооснову сучасними реаліями, перетворює трагедію на мелодраму. За минуле століття світ змінився, та людські пристрасті залишилися незмінними. Так само безвихідний і трагічний любовний трикутник, в якому опиняються молода вчителька Анна, її чоловік-бізнесмен Микола та її перше кохання Михайло. Всі події відбуваються на Західній Україні початку XXI століття.

## У ролях
| У ролях                          |  | Персонаж                       |
| -------------------------------- |  | ------------------------------ |
| Наталя Доля                      |  | вчителька молодших класів Анна |
| Анатолій Пашинін                 |  | Михайло Гурман                 |
| Олексій Богданович               |  | Микола                         |
| Віталій Лінецький                |  | Олексій, зведений брат Анни    |
| Євген Пашин                      |  | Паша, зведений брат Анни       |
| Лариса Руснак                    |  | Задорожна, мати Толіка         |
| Єременко Олена                   |  | Вчителька                      |
| Ніна Касторф                     |  | Мати Михайла                   |
| Олена Стефанська                 |  | Анастасія Володимирівна        |
| Георгій Морозюк                  |  | епізод                         |
| Владислав Пупков Тетяна Антонова |  | читають закадровий текст       |

## Виробництво

### Створення сценарію
Першу чернетку сценарію написали Андрій Дончик та Олесь Ульяненко, але продюсери фільму зажадали аби фінальну версію сценарію переписало подружжя Дяченків.

### Саундтрек
Саундтрек до фільму створив лідер українського гурту «Океан Ельзи» Святослав Вакарчук.

## Реліз
Вперше реліз цієї оригінальної українськомовної версії мінісеріалу відбувся у листопаді 2004 року на телеканалі 1+1.
У листопаді 2004 року гендиректор компанії-виробника «Української медійної групи» Микола Шевченко зазначав в інтерв'ю українським журналістам, що тривають переговори щодо показу мінісеріалу і в Росії. Вперше реліз версії мінісеріалу дубльованої російською мовою відбувся з 23-26 січня 2005 року на телеканалі Росія.